# Песчанка (приток Вижая)
Песчанка — река в Горнозаводском городском округе Пермского края, приток Вижая, притока Вильвы. Длина реки 10 км, впадает в Вижай справа в 97 км от его устья. Течёт с севера на юг параллельно железной дороге Средняя Усьва — Вижай. Устье Песчанки в 4,5 км западнее посёлка Сараны, расположенного на левом берегу Вижая.

## Данные водного реестра
По данным государственного водного реестра России, река относится к Камскому бассейновому округу, речной бассейн — Кама, речной подбассейн реки — бассейны притоков Камы до впадения Белой, водохозяйственный участок реки — Чусовая от в/п пгт. Кын до устья. Код объекта в государственном водном реестре — 10010100712111100011849.